# شخص
شخص (به انگلیسی: Person) موجودیست، مثلاً انسان، که قابلیت‌ها یا ویژگی‌های خاصی دارد که تشخص او را تشکیل می‌دهد، و تعریف دقیق آن موضوع اختلاف بسیار است. شکل جمع رایج برای شخص، «مردم» است که اغلب برای اشاره به کل یک ملت یا قومیت استفاده می‌شود، بنابراین حالت جمع «اشخاص» اغلب در زمینه‌هایی که نیاز به دقت بیشتر دارند همانند نوشته‌های فلسفی یا حقوقی استفاده می‌شود.
هویت شخصی، هویت عددی منحصربه‌فرد اشخاص در طول زمان است. بهتر است بگوییم، شرایط لازم و کافی که یک شخص تحت آن در یک زمان و شخصی دیگر در زمانی دیگر را می‌توان یک شخص در نظر گرفت، هویت شخصی می‌گویند که در طول زمان تداوم یافته‌است.